# Silvia Fondriest
Silvia Fondriest (Rovereto, 29 dicembre 1988) è un'ex pallavolista italiana, nel ruolo di centrale.

## Carriera
La carriera di Silvia Fondriest inizia nelle squadre giovanili del Vicenza, con le quali approda al campionato di Serie B1 nella stagione 2006-07. Nella stagione successiva passa all'Antares di Verona, in Serie B2, con il quale rimane per quattro annate, disputando, a seguito della promozione, la Serie B1 dal campionato 2009-10. Sempre in Serie B1 nella stagione 2011-12 veste la maglia del Towers di Breganze e in quella 2012-13 quella della Trentino Rosa di Trento.
Nell'annata 2013-14 si trasferisce in Austria per giocare nell'ASKÖ Linz-Steg, nella 1. Bundesliga, ma già nella stagione successiva ritorna in Italia, nuovamente nel club di Trento, in Serie A2. Per il campionato 2015-16 viene ingaggiata dal Busto Arsizio in Serie A1 mentre in quella 2016-17 è ancora una volta nella Trentino Rosa, con cui si aggiudica la Coppa Italia di Serie A2 2019-20: con la stessa squadra, nella stagione 2020-21, gioca in Serie A1.
Nella stagione 2021-22 firma per la Millenium Brescia, in Serie A2, con cui vince la sua seconda Coppa Italia di categoria: nella stagione successiva fa ritorno a Trento vestendo questa volta la maglia della Trentino, ancora in serie cadetta, con la quale, dopo aver conquistato la promozione in Serie A1, decide di concludere la propria carriera nella pallavolo giocata.

## Palmarès

### Club
- Coppa Italia di Serie A2: 2

2019-20, 2021-22